# Sangalopsis splendens
Sangalopsis splendens är en fjärilsart som beskrevs av Druce 1885. Sangalopsis splendens ingår i släktet Sangalopsis och familjen mätare. Inga underarter finns listade.